# Titus Tarău
Titus Tarău (Săcădat, 2 marzo 1946) è un ex cestista rumeno.

## Carriera
Con la Romania ha disputato cinque edizioni dei Campionati europei (1967, 1969, 1971, 1973, 1975).